# Hipposideros fulvus
Hipposideros fulvus (Gray, 1838) è un pipistrello della famiglia degli Ipposideridi diffuso nell'Asia meridionale.

## Descrizione

### Dimensioni
Pipistrello di piccole dimensioni, con la lunghezza della testa e del corpo tra 40 e 50 mm, la lunghezza dell'avambraccio tra 38,4 e 44 mm, la lunghezza della coda tra 24 e 35 mm, la lunghezza del piede tra 6 e 9,8 mm e la lunghezza delle orecchie tra 19 e 26 mm.

### Aspetto
Esistono due fasi di colore, la prima nel quale il colore generale del corpo è interamente castano scuro mentre l'altra con le parti dorsali marroni scure e la base dei peli più chiare e le parti ventrali più chiare. Le orecchie sono molto grandi, rotonde e con il terzo superiore del margine posteriore leggermente diritto. La foglia nasale presenta una porzione anteriore piccola, semplice, priva di fogliette supplementari e ben separata dal labbro superiore, un setto nasale vistosamente rigonfio, una porzione posteriore con tre setti che la dividono in quattro celle indistinte. La coda è lunga e si estende leggermente oltre l'ampio uropatagio. Il primo premolare superiore è piccolo e situato fuori la linea alveolare.

## Biologia

### Comportamento
Si rifugia in colonie numerose all'interno di vecchi edifici abbandonati, templi, cantine, grotte e ruderi. L'attività predatoria inizia molto tardi e il volo è lento, fluttuante e basso.

### Alimentazione
Si nutre di grossi insetti come blatte e coleotteri.

### Riproduzione
Danno alla luce un piccolo alla volta l'anno in aprile e maggio dopo una gestazione di 150-160 giorni.

## Distribuzione e habitat
Questa specie è diffusa nel Subcontinente indiano dall'Afghanistan nord-orientale e Pakistan settentrionale fino allo Sri Lanka e nella provincia cinese meridionale dello Yunnan.
Vive in diversi tipi di habitat, dalle regioni aride alle dense foreste fino a 2.600 metri di altitudine.

## Tassonomia
Sono state riconosciute 2 sottospecie:
- H.f.fulvus: Stati indiani dell'Andhra Pradesh, Karnataka, Kerala, Maharashtra, Orissa, Tamil Nadu e Sri Lanka. Provincia cinese meridionale dello Yunnan occidentale;
- H.f.pallidus (Andersen, 1918): Afghanistan nord-orientale, province pakistane del Belucistan e Sindh meridionali e Punjab e Khyber Pakhtunkhwa centrali, Nepal centrale, stati indiani del Jammu e Kashmir, Bihar, Gujarat, Jharkhand, Madhya Pradesh, Rajasthan, Punjab e Uttar Pradesh.

## Conservazione
La IUCN Red List, considerato il vasto areale, la popolazione presumibilmente numerosa e la presenza in diverse aree protette, classifica H.fulvus come specie a rischio minimo (Least Concern)).